# Johan Thielemans

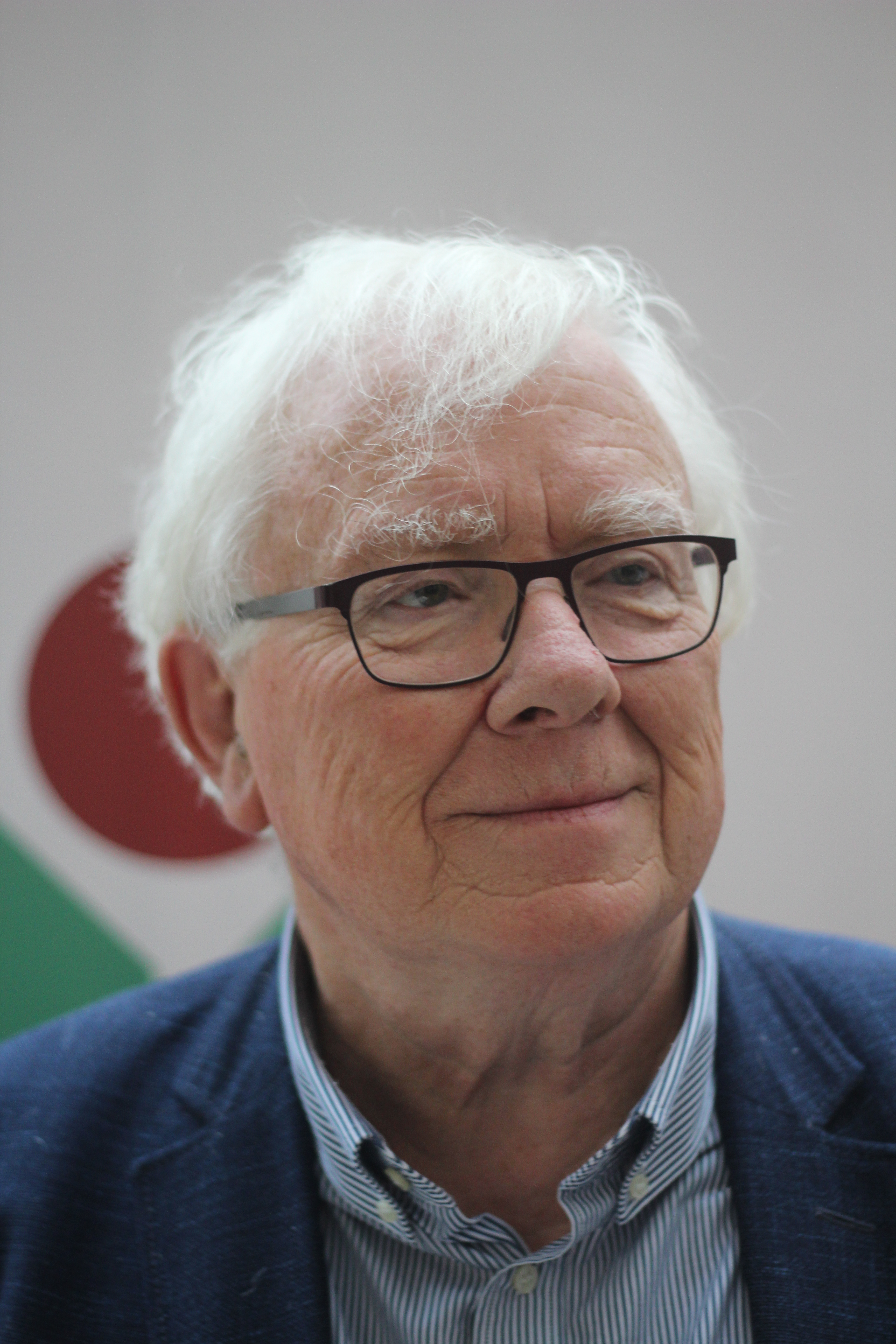
Johan Thielemans als juryvoorzitter van Het TheaterFestival Vlaanderen 2017 in het Kaaitheater

Johan Thielemans (1939) is een Vlaams theatercriticus en voormalig gastdocent aan het Koninklijk Conservatorium Antwerpen.
Thielemans studeerde Germaanse filologie aan de Universiteit Gent. Hij was een docent aan de tolkenopleiding van de Hogeschool Gent.  Hij schreef werken over Hugo Claus en Gerard Mortier, en met Serge Dorny "Opera: de toekomst van een verleden", was medeoprichter en medewerker aan het theatertijdschrift Etcetera, en leverde als kunstcriticus materiaal voor meerdere VRT programma's, op radio en televisie. Thielemans doceerde daarnaast ook een vak theatergeschiedenis aan het Conservatorium van Antwerpen. Voor de VRT televisie presenteerde hij ook het kunstprogramma Eiland naast meerdere bijdragen aan BRT 3, later Klara. Hij schreef ook twee libretti.